# باشگاه فوتبال کیکرز اوفنباخ
کیکرز اوفنباخ (به آلمانی: Kickers Offenbach) یک باشگاه فوتبال در آلمان است. کیکرز اوفنباخ در سال ۱۹۷۰ اولین تیمی در لیگ آلمان بود که در دسته دو قهرمان جام حذفی آلمان شد و این تنها جام این تیم است این تیم هم‌اکنون در دسته ۳ آلمان بازی می‌کند.امیر شاپورزاده مهاجم ایرانی عضو این تیم بود.